# Operațiunea Bernhard

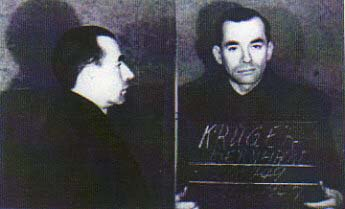
Sturmbannführer-ul SS Bernhard Krüger, după capturarea sa în 1946

Operațiunea Bernhard, cunoscută, de asemenea, ca Acțiunea Bernhard, (în germană Aktion Bernhard / Unternehmen Bernhard / Operation Bernhard) a fost o operațiune de falsificare a banilor de către Serviciul de Securitate Sicherheitsdienst (SD) în Biroul Principal de Securitate al Reichului (RSHA) în timpul erei național-socialiste. Este cea mai mare operațiune de contrafacere cunoscută din istorie până în prezent. Scopul a fost o falsificare în masă a bancnotelor de lire sterline ale Băncii Angliei într-o calitate deosebită.

## Desfășurarea operațiuni
Walter Schellenberg, șeful SD, a numit acțiunea după liderul său, Sturmbannführer Bernhard Krüger. Campania s-a numit inițial Andreas, după crucea Sfântului Andrei din Union Jack.
Încercările de a recruta muncitori potriviți pentru operațiune de la muncitori calificați loiali regimului au eșuat, iar RSHA a introdus o tipografie în sediul său. SS-ul a recurs apoi la folosirea deținuților cu calificare deosebită din lagărele de concentrare și lagărele de exterminare germane și au mutat tehnologia de imprimare într-un lagăr de concentrare.
Operațiunea de contrafacere a fost aprobată personal de Adolf Hitler. Aceasta a recomandat limitarea monedei la lira sterlină (£) pentru moment, deși au fost falsificate, printre altele, și documente precum pașapoarte, certificate și ștampile, care au servit pentru a deruta în străinătate dar și pentru spionaj.
Campania a necesitat un efort considerabil. Algoritmul numerelor de serie și timpul de emitere trebuia să corespundă bancnotelor reale, iar calitatea trebuia să fie complet consecventă cu cea a bancnotelor reale. Alcătuirea corectă a compoziției hârtiei pentru bancnote a constituit o problemă majoră. Abia după sute de teste în serie a fost compoziția determinată și produsă. Hârtia pentru operațiunea de falsificare a banilor provenea inițial de la fabrica de hârtie Spechthausen din districtul Oberbarnim din provincia Brandenburg.

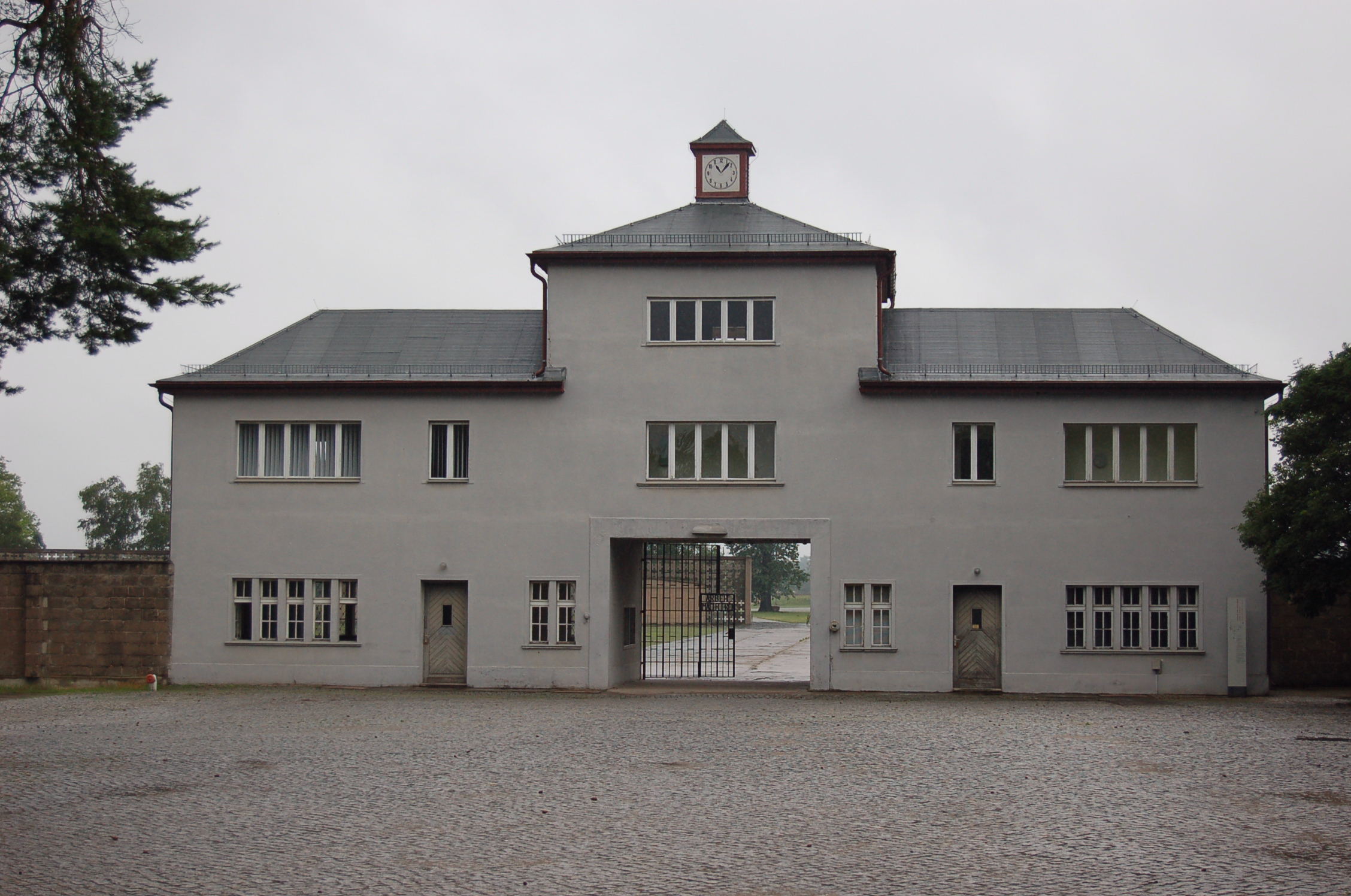
Intrarea în lagărul de concentrare Sachsenhausen

Fabrica a fost declarată o operațiune importantă pentru efortul de război și forța de muncă a fost luată sub depunere de jurământ. În ceea ce privește tehnologia tipăririi, această comisie de stat a fost realizată în lagărul de concentrare Sachsenhausen la nord de Berlin.
În lagărul de concentrare Sachsenhausen, în barăcile lagărului de concentrare 18 și 19, 144 de prizonieri evrei, cu ajutorul unor falsificatori profesioniști, au contrafăcut valute străine, în primul rând bancnote în lire engleze cu o valoare nominală de 132 milioane lire sterline, în scopul destabilizarii economiei aliaților. Aceasta corespundea cu 15% din numerarul britanic aflat în circulație. Producția a atins un vârf în vara anului 1943, cu aproximativ 650.000 de bancnote pe lună.

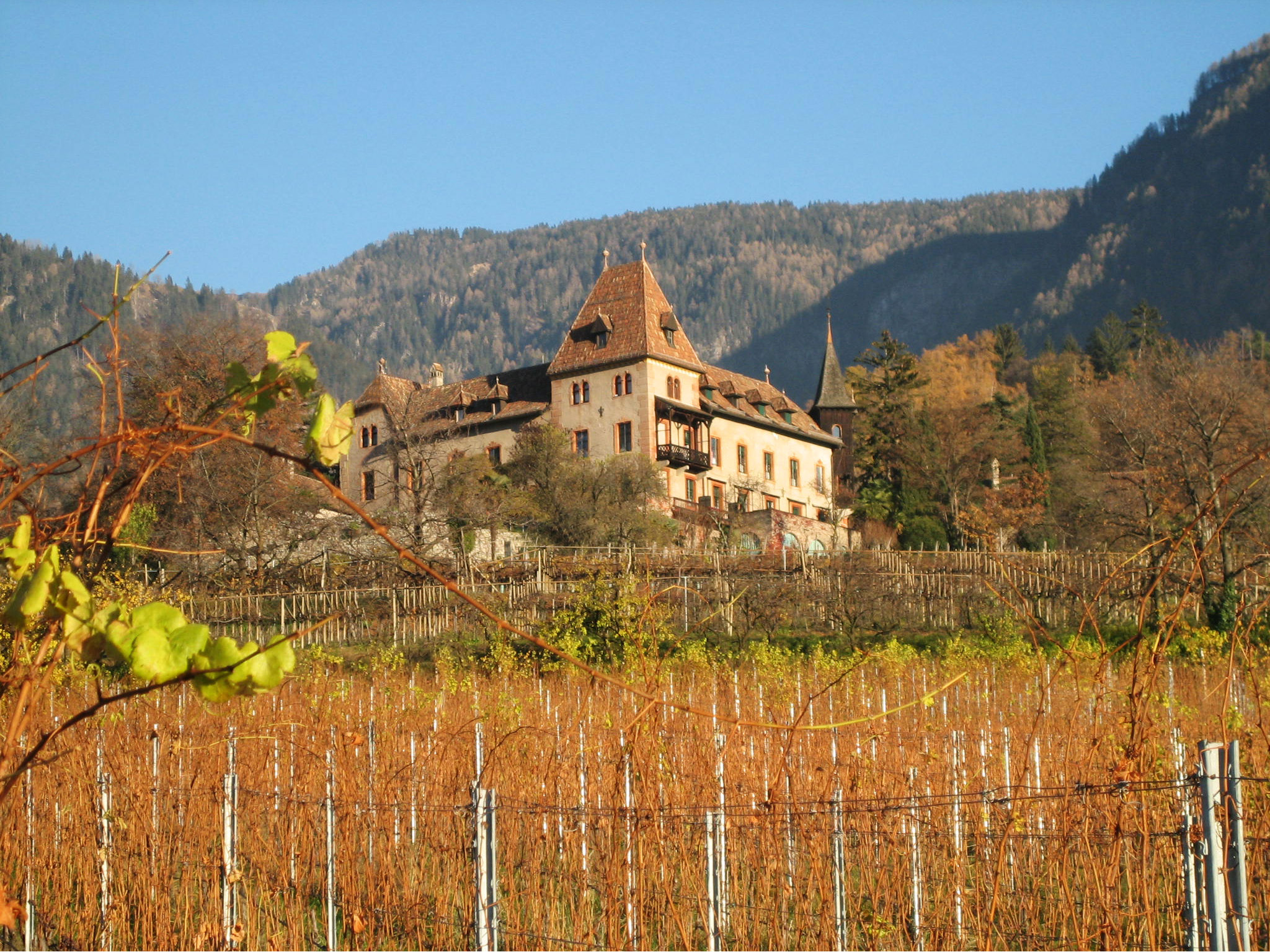
în (Castelul Labers), locația unității administrate de SS unde au fost depozitate bancnotele falsificate

Din 1942 până în 1945 au fost produse bancnote de 5 lire sterline, 10 lire sterline, 20 lire sterline și 50 lire sterline. Planul de a circula bancnotele false pe o scară mai mare a fost ulterior abandonat. Friedrich Schwend, cu sediul la Schloss Labers, a devenit director de vânzări pentru valutele contrafăcute în 1943. În schimb, s-a cumpărat valută și au fost susținute diverse acțiuni ale SS cu bancnotele contrafăcute. De exemplu, spionul Cicero (Elyesa Bazna) a fost plătit cu bancnote falsificate.

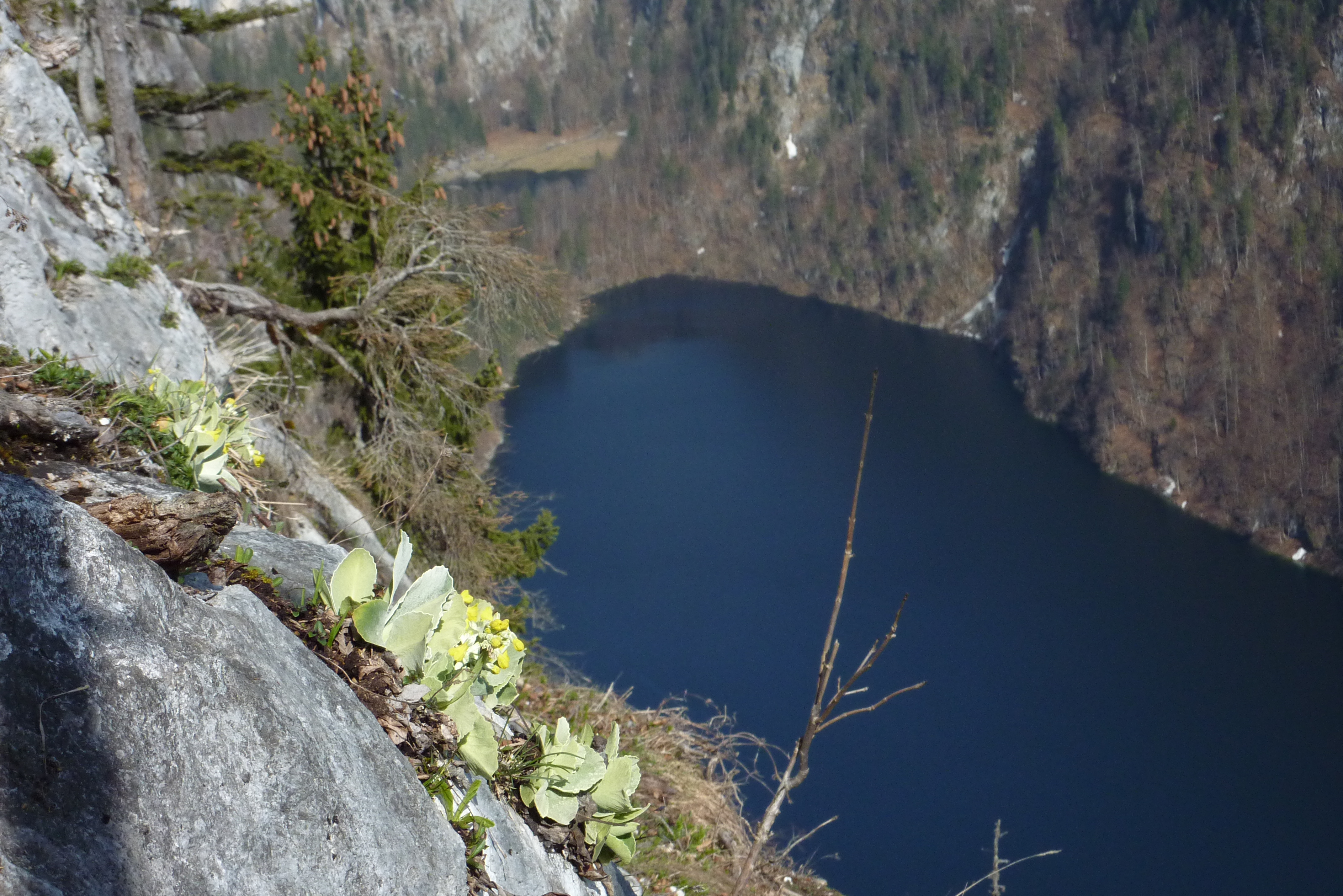
Lacul Toplitz, vedere aeriană

Spre sfârșitul celui de-al Doilea Război Mondial, plăcile de imprimare și banii falși rămași au fost aruncați în Lacul Toplitz, din Austria. Unele dintre ele au fost recuperate de scafandri în 1959 și 2000. Falsurile erau atât de perfecte încât aproape că nu se distingeau de banii originali. Cu toate acestea, spre surprinderea anchetatorilor săi britanici, unul dintre foștii prizonieri a reușit să identifice notele false cu o viteză uluitoare. Explicația pe care a dat-o a fost că notele proaspăt tipărite fuseseră reprelucrate pentru a le da aspectul unor note uzate.
Bancnotele au fost sortate în clasele A, B și C. Bancnotele de clasa A erau bancnote „pe care băncile le-au acceptat”, în timp ce bancnotele C erau destinate să fie aruncate din avion peste Marea Britanie.
După război, Banca Angliei a rechemat toate bancnotele în valoare de la cinci lire în sus. Deși au scos din circulație și bancnotele originale, au fost siguri astfel că toate falsurile s-au distrus. Altă opțiune nu era deoarece notele bancare originale se puteau cu greu distinge de cele false. Au fost editate treptat noi bancnote (£5: 1945, £10: 1964, £20: 1970, £50: 1981) prevăzute cu noi caracteristici de securitate suplimentare.
La 5 mai 1945, Sonderkommando-ul din lagărul Ebensee a fost predat Crucii Roșii. Aproape toți cei 142 de prizonieri din lagărele de concentrare au supraviețuit și au fost eliberați. Krueger a fost arestat. Din foștii 144 de prizonieri evrei, trei erau încă în viață în anii 2010. Unul a fost Adolf Burger, marcat la Auschwitz-Birkenau cu numărul 64.401. A scris o carte despre experiențele sale din această perioadă (vezi și filmul Falsificatorii). Un altul este Abraham Sonnenfeld, al cărui tată deținea o tipografie în Transilvania.
După sfârșitul celui de-al Doilea Război Mondial, infrastructura a fost folosită de naziști și de supraviețuitorii Holocaustului pentru a ajunge în Palestina sau America Latină via Italia.

## Falsificarea de timbre
La indicațiile lui Heinrich Himmler, a fost comandată și falsificarea timbrelor britanice. Primul fals de propagandă a fost o falsificare a motivului timbrului comemorativ de 1⁄2 penny cu ocazia jubileului regal de argint din 1935. Capul regelui britanic a fost înlocuit cu capul lui Iosif Stalin. Au fost falsificate și alte motive, precum ștampila cu ocazia încoronării regale în 1937 și seria de timbre definitive britanice din 1937 cu portretul regelui George al VI-lea.
Bernhard Krüger l-a însărcinat pe pictorul și graficianul Leo Haas să efectueze aceste falsuri.

## Filme

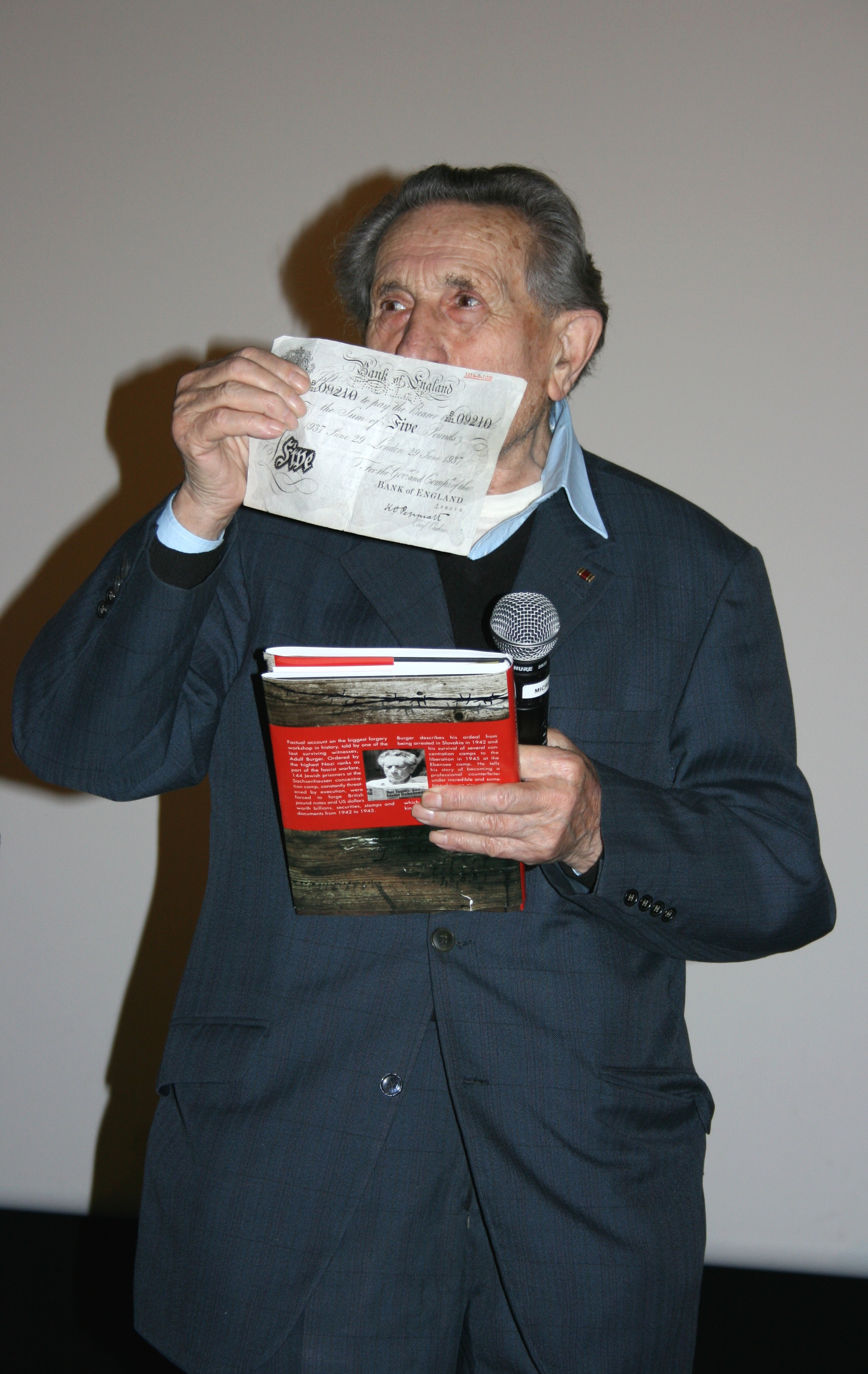
Adolf Burger (Avanpremiera: Falsificatorii)

- 1952 Die Spur führt nach Berlin, regia Franz Cap, cu Gordon Howard, Irina Garden și Kurt Meisel;
- 1959 Comoara din lacul Toplitz (Der Schatz vom Toplitzsee), Regie: Franz Antel, cu Joachim Hansen, Sabina Sesselmann și Gert Fröbe;
- 2007 Falsificatorii (Die Fälscher), regia Stefan Ruzowitzky, cu Karl Markovics, August Diehl, Devid Striesow și Marie Bäumer.